# Peter Bull
Peter Cecil Bull (n. 21 martie 1912, Londra, Regatul Unit al Marii Britanii și Irlandei – d. 20 mai 1984, Londra, Anglia, Regatul Unit) a fost un actor de personaj britanic. Acesta este cunoscut pentru rolurile secundare din filmele Regina africană, Tom Jones și Dr. Strangelove.

## Biografie
A fost al patrulea și cel mai mic fiu al lui William Bull, mai târziu Sir William Bull⁠(d), membru al Parlamentului pentru colegiul electoral Hammersmith⁠(d).
Bull a urmat studiile la Winchester College⁠(d). Prima său rol pe scenă a fost în If I Were You⁠(d) la  în 1933.
A fost prieten cu Alec Guinness, pe care l-a întâlnit pentru prima dată la HMS Raleigh⁠(d), în timpul antrenamentelor pentru cel de-al Doilea Război Mondial, iar mai târziu la HMS King Alfred⁠(d). A fost ofițer în corpul de voluntari Royal Naval Reserve⁠(d). A obținut gradul de locotenent-comandant⁠(d) și a primit Crucea pentru Serviciu Distins⁠(d). După război, a narat și interpretat un rol minor în filmul Scrooge⁠(d) (1951). L-a interpretat pe căpitanul navei pe care Katharine Hepburn și Humphrey Bogart încearcă să o distrugă în Regina africană (1951). Bull a fost primul actor care l-a interpretat pe Pozzo⁠(d) în ecranizarea engleză a lucrării Așteptându-l pe Godot de Samuel Beckett, filmul fiind lansat pe 3 august 1955.
Interpretarea sa în rolul ambasadorului sovietic, Alexi de Sadesky, în Dr Strangelove (1964) este probabil cel mai cunoscut rol al său. A apărut în rolul lui Thwackum, unul dintre cei doi tutori ai lui Bilfil, în filmul din 1963 Tom Jones.
În anii 1970, a condus un mic magazin lângă Notting Hill Gate⁠(d), unde vindea obiecte astrologice.
Bill a redactat o carte despre ursuleți de pluș intitulată Bear With Me și o carte despre aventurile sale pe insulele grecești Corfu și Paxos, unde deținea o casă, intitulată It isn't all Greek to me. Aceasta din urmă a fost ilustrată de Roger K. Furse⁠(d), laureat al Premiului Oscar. De asemenea, a redactat o lucrare despre experiențele sale în timpul celui de-al Doilea Război Mondial în calitate de comandant al unei nave de război amfibie⁠(d) sub numele To Sea in a Sieve.
La 20 mai 1984, Peter Bull a încetat din viață la vârsta de 72 de ani în urma unui infarct la Londra.

## Filmografie parțială
- The Secret Voice (1936) - Minor Role (necreditat)
- The Beloved Vagabond (1936) - Artist in bar (necreditat)
- As You Like It (1936) - William
- Sabotage (1936) - Michaelis – Conspirator (necreditat)
- Knight Without Armour (1937) - Commissar (necreditat)
- Non-Stop New York (1937) - Spurgeon
- Sunset in Vienna (1937) - Turk Outside Café
- Second Best Bed (1938) - Tennis match spectator (necreditat)
- Marie Antoinette (1938) - Gamin (necreditat)
- The Ware Case (1938) - Eustace Ede
- Young Man's Fancy (1939) - French Soldier (necreditat)
- Inspector Hornleigh (1939) - Radio Ham Operator (necreditat)
- Dead Man's Shoes (1940) - Defense Counsel
- Sunset in Vienna (1940) - Turk Outside Café (necreditat)
- Contraband (1940) - Third Brother Grimm
- Quiet Wedding (1941) - Tenor (necreditat)
- The Grand Escapade (1947) - Jennings
- The Turners of Prospect Road (1947) - J.G. Clarkson
- They Made Me a Fugitive (1947) - Fidgity Phil
- Oliver Twist (1948) - Landlord of 'Three Cripples'
- Saraband for Dead Lovers (1948) - Prince George Louis
- Woman Hater (1948) - Mr. Fletcher
- Look Before You Love (1948) - Ship Passenger (necreditat)
- Cardboard Cavalier (1949) - Mosspot
- Alice in Wonderland (1949) - Puppet Character (dublaj)
- The Lost People (1949) - Wolf
- The Reluctant Widow (1950)
- I'll Get You for This (1951) - Hans
- Smart Alec (1951) - Prosecuting Counsel
- The Lavender Hill Mob (1951) - Joe the Gab (necreditat)
- The Six Men (1951) - Walkeley
- Scrooge (1951) - First Businessman / Narrator
- The African Queen (1951) - Captain of Louisa
- Salute the Toff (1952) - Lorne (necreditat)
- The Second Mrs Tanqueray (1952) - Misquith
- Strange Stories (1953) - Captain Breen
- The Captain's Paradise (1953) - Kalikan firing-squad officer
- Malta Story (1953) - Flying Officer (necreditat)
- Saadia (1953) - Village potentate
- Beau Brummell (1954) - Mr. Fox
- Footsteps in the Fog (1955) - Brasher
- Who Done It? (1956) - Scientist
- The Green Man (1956) - General Niva
- The Horse's Mouth (1958) - Man in Taxi (necreditat)
- Tom Thumb (1958) - Town Crier
- The Scapegoat (1959) - Aristide
- The 3 Worlds of Gulliver (1960) - Lord Bermogg
- The Rebel (1961) - Manager of Art Gallery, Paris
- Goodbye Again (1961) - Client
- Follow That Man (1961) - Gustav
- The Girl on the Boat (1962) - Blacksmith
- Tom Jones (1963) - Thwackum
- The Old Dark House (1963) - Caspar Femm / Jasper Femm
- Dr. Strangelove (1964) - Russian Ambassador Alexi de Sadesky
- The Intelligence Men (1965) - Philippe
- You Must Be Joking! (1965) - Ferocious Man in Library
- Licensed to Kill (1965) - Masterman
- Doctor Dolittle (1967) - General Bellowes
- Lock Up Your Daughters (1969) - Bull
- The Executioner (1970) - Butterfield
- Up the Front (1972) - General Von Kobler
- Alice's Adventures in Wonderland (1972)- Duchess
- Lady Caroline Lamb (1972) - Minister
- Girl Stroke Boy (1973) - Peter Hovendon
- Joseph Andrews (1977) - Sir Thomas Booby
- The Brute (1977) - Housemaster
- Rosie Dixon – Night Nurse (1978) - August Visitor
- The Tempest (1979) - Alonso, the King of Naples
- Yellowbeard (1983) - Queen Anne (rol final)